# Julia Perry
Julia Amanda Perry (Lexington, Kentucky, 25 de març de 1924 – Akron, Ohio, 25 d'abril de 1979) va ser una compositora i professora d'Amèrica del Nord que va combinar la seva formació dins la tradició clàssica europea amb el seu llegat afroamericà.

## Vida, formació acadèmica i trajectòria
Julia Perry va néixer a Lexington, Kentucky, però es va criar a Akron, Ohio. Allà va ser on va rebre la seva primera formació musical. La influència que li va portar el contacte amb un professor de cant local li va marcar la seva sensibilitat musical.
Més tard, Perry es va formar a la Julliard School of Music, a la ciutat de Nova York. Allà es va centrar en els estudis de composició, però també va rebre formació instrumental de piano, violí i cant, i en l'àmbit no instrumental, de direcció. Al Westminster Choir College va obtenir una llicenciatura el 1947 i un màster el 1948.
L'any 1949 va estudiar cant coral amb Hugh Ross al Berkshire Music Center, a Tanglewood, i el 1951 a estudiar composició al mateix centre amb Luigi Dallapiccola. Perry va tenir ocasió d'estudiar a Europa gràcies a dues beques Guggenheim. La primera, obtinguda l'any 1952, li va permetre tornar a formar-se amb Luigi Dallapiccola a Florència. A més, va estudiar a París amb Nadia Boulanger. Durant aquell període va rebre el Gran Premi Boulanger a Fontainebleau per la seva Sonata per viola. La segona beca Guggenheim, obtinguda al 1955, li va permetre continuar la seva formació amb Dallapiccola a Itàlia.
Al 1957, Perry va organitzar una gira de concerts per diferents ciutats d'Europa, patrocinada per l'Agència d'Informació dels Estats Units. Els concerts van ser aclamats per diversos crítics europeus. Perry va continuar component i ensenyant música en tornar als Estats Units. A la Universitat de Florida A. & M., situada a Tallahassee i a la Atlanta University Center va ocupar diferents càrrecs.
Alguns dels guardons que va obtenir al llarg de la seva carrera professional van ser un premi de l'Acadèmia Americana i l'Institut Nacional d'Arts i Lletres de 1964 i una Menció Honorífica del 1969 als premis ASCAP a dones compositores, per música simfònica i de concert.
La carrera de Perry va començar a declinar quan va patir el seu primer ictus als 46 anys. Perry es va jubilar de manera anticipada i va passar els seus últims anys a Akron. Està enterrada al cementiri de Glendale a Akron.

## Estil
Julia Perry compta amb una varietat de tècniques compositives dins el seu estil musical, des de les referències que li va suposar el seu llegat negre fins a l'ús d'harmonies no convencionals i de la dissonància. Les seves obres reflecteixen la varietat de material musical del qual es va impregnar, abastant des de les tècniques tradicionals europees i també els mètodes del segle xx.
Els primers treballs de Perry, formats per cançons i música coral en gran part, denoten la influència dels espirituals. Per exemple, el Prelude for Piano (1946, revisat el 1962) té la seva base en l'estil del blues. En aquesta obra, Perry utilitza algunes de les característiques d'aquest estil musical, com la forma AAB, comuna en el blues, i també fa ús de blue notes i dels intervals de 7a, 9a i 11a majors.
En la seva estada a Europa va passar a fer música cada cop més instrumental en lloc de coral, i també més abstracta, amb l'ús de petites cèl·lules motíviques. Tal com afirma J. Michele Edwards: "Les obres que va fer en aquest període estan mancades de referències a la seva cultura negra."

## Obra
A continuació, un llistat de les obres de Perry per ordre cronològic
| Nom                                       | Any         | Gènere                                                       |
| Carillon Heigh-ho                         | 1947        | Cor mixt                                                     |
| Is There Anybody Here?                    | 1947        | Cor femení                                                   |
| The Lord is Risen                         | 1947        | Cor masculí                                                  |
| Suite of Shoes                            | 1947        | Piano sol                                                    |
| Chicago                                   | 1948        | Cor i orquestra                                              |
| Ruth                                      | 1950        | Cor mixte i orgue                                            |
| Our Thanks to Thee                        | 1951        | Contralt, cor mixt i orgue                                   |
| Stabat Mater                              | 1951        | Contralt/Mezzo i orquestra de corda/quartet de corda         |
| Ye Who Seek the Truth                     | 1952        | Himne per a tenor, cor mixt i orgue                          |
| A Short Piece                             | 1952        | Orquestra                                                    |
| Be Merciful Unto Me, O God                | 1953        | Soprano, Baix, cor mixt i orgue                              |
| Song of Our Saviour                       | 1953        | Himne per a cor mixt no acompanyat                           |
| The Cask of Amontillado                   | 1953        | Òpera                                                        |
| New York                                  | 1954        | Òpera                                                        |
| Frammenti dalle lettere di Santa Caterina | 1957        | Soprano, cor mixt, orquestra de cambra                       |
| Symphony No. 1                            | 1959        | Orquestra                                                    |
| Homunculus C.F.                           | 1960        | Arpa, piano i celesta i percussió                            |
| Pastoral                                  | 1962        | Flauta i quartet de corda                                    |
| Symphony No. 2                            | 1962        | Orquestra                                                    |
| Symphony No. 3                            | 1962        | Orquestra                                                    |
| Hymn to Pan                               | 1963        | Cor mixt i orgue/piano                                       |
| The Beacon                                | 1963        | 2 corn anglès, 2 saxo tenor, 2 clarinets baixos, 2 trompetes |
| The Selfish Giant                         | 1964        | Òpera i ballet en tres actes                                 |
| Symphony No. 4                            | 1964        | Orquestra                                                    |
| Mary Easty                                | 1964-74     | Òpera (inacabada)                                            |
| Symphony No. 5 ‘Integration’              | 1966-67     | Orquestra                                                    |
| Symphony No. 7 ‘USA’                      | 1967        | Cor mixt i orquestra                                         |
| Symphony No. 8                            | 1968-69     | Orquestra                                                    |
| Symphony No. 9                            | 1970        | Orquestra                                                    |
| Venus Moon                                | 1971 o 1972 | Banda                                                        |
| Symphony No. 10 ‘Soul Symphony’           | 1972        | Orquestra                                                    |
| Panorama                                  | 1972        | Banda                                                        |
| Miniature                                 | 1973        | Piano sol                                                    |
| Symphony No. 12 ‘Simple Symphony’         | 1973        | Orquestra                                                    |